# Eufernaldia
Eufernaldia é um gênero de mariposa pertencente à família Crambidae.